# Галатия (окръг Фамагуста)
Гала̀тия (на гръцки: Γαλάτεια; на турски: Mehmetçik) е село в Кипър, окръг Фамагуста. Според статистическата служба на Северен Кипър през 2011 г. селото има 6610 жители.
Де факто е под контрола на непризнатата Севернокипърска турска република.